# Michel Laban
Michel Laban (Constantine, 16 août 1946 - Paris 15e, 25 novembre 2008) est un universitaire, traducteur et chercheur, spécialiste des littératures des pays africains d’expression portugaise.

## Biographie
Michel Laban est né le 16 aout 1946 à Constantine, en Algérie. Ses parents sont tous deux nés en Algérie. Son père, Maurice Laban,, militant communiste, a participé à la fondation du Parti communiste algérien, s’est engagé en Espagne dans les Brigades Internationales, a connu la prison après avoir lutté contre le régime de Vichy, puis a combattu pour l’indépendance de l’Algérie. Il a été tué dans un maquis dans la région d'Orléansville (aujourd'hui Chlef) en 1956. Sa mère, Odette, également militante, a aussi connu la prison en Algérie. Expulsée de son pays, elle est venue, avec son fils, vivre à Paris, en France. Après l’Indépendance, elle fait un retour de courte durée en Algérie. Elle est décédée en 2010.
Michel Laban est décédé le 25 novembre 2008 dans le 15e arrondissement de Paris.

## Carrière
Michel Laban a suivi des études d’espagnol et de portugais. Reçu à l’agrégation de portugais en 1975, il présente ensuite une thèse de doctorat (1979) sur l’œuvre de l’écrivain angolais Luandino Vieira. Il enseigne le français à l’Alliance Française de Lima en 1971 et 1972, puis, de retour en France, il enseigne l’espagnol et le portugais en lycée et collège avant d’intégrer l’université[réf. nécessaire].
Chargé de cours dès 1977 à l’Université Paris 8 Vincennes/Saint-Denis, il devient Maître de Conférences en Études Lusophones en 1984, puis Professeur des Universités à la Sorbonne Nouvelle où il occupe, de 2001 à 2008, la seule chaire en France consacrée aux Littératures et Civilisations des pays africains de langue portugaise[réf. nécessaire]. Ses traductions des écrivains angolais Luandino Vieira et Pepetela, du Mozambicain Mia Couto, ou du Capverdien Baltasar Lopes, parmi d’autres, ont permis de faire connaître ces littératures au public français dès 1981[réf. nécessaire]. Sa compétence l’a mené à être chargé en Angola, par l’UNESCO, de formations destinées aux enseignants de portugais[réf. nécessaire].
Tout au long de sa carrière, il a joué un rôle considérable – salué lors de son décès par les écrivains, la presse d’Afrique et le monde universitaire[évasif] – dans la reconnaissance des littératures africaines d’expression portugaise.

## Œuvres

### Traductions

#### Œuvres littéraires
- Autrefois, dans la vie (No Antigamente, na Vida), roman de José Luandino Vieira (Angola), Paris, Gallimard, 1980.
- Ballade de la plage aux chiens. Dissertation sur un crime (Balada da Praia dos cães. Dissertação sobre um crime), roman de José Cardoso Pires (Portugal), Paris, Gallimard, 1986 ;
- Pour Cabral, symposium international Amilcar Cabral, Praia, Cap-Vert, 17-20 janvier 1983, Paris, Éditions Présence Africaine, 1987 ;
- Nous autres, de Makulusu (Nós, os de Makulusu), roman de José Luandino Vieira (Angola), Paris, Gallimard, 1989 ;
- Chiquinho (Chiquinho), roman de Baltasar Lopes (Cap-Vert), Arles/Paris, Actes Sud/UNESCO, 1990 ;
- Alexandra Alpha (Alexandra Alpha), roman de José Cardoso Pires (Portugal), Paris, Gallimard, 1991 ;
- Ricardo Rangel : photographe du Mozambique (Ricardo Rangel, fotógrafo), Ricardo Rangel (Mozambique), Paris, Findakly, Maputo, Centre culturel franco-mozambicain, 1994 ;
- O Tejo: Margens e Memória, Henrique Dinis da Gama (Portugal), texte bilingue, Porto, Afrontamento, 1995 ;
- Récits et nouvelles des îles du Cap-Vert. Claridade, Manuel Lopes, Baltasar Lopes, António Aurélio Gonçalves, Henrique Teixeira de Sousa, Paris, Chandeigne, 1996/2021 ;
- La Fille prodigue, Une histoire ancienne, Petite bourgeoisie, nouvelles d’António Aurélio Gonçalves (Cap-Vert), Villegly, Encre Bleue, 1998. 3 vol ;
- Insomnie (Insônia), roman de Graciliano Ramos (Brésil), Paris, Gallimard, 1998 ;
- João Vêncio : ses amours (João Vêncio : seus amores), roman de José Luandino Vieira (Angola), Paris, Gallimard, 1998 ;
- Lisbonne, livre de bord. Voix, regards, ressouvenances (Lisboa, livro de bordo. Vozes, olhares, memorações), récit de José Cardoso Pires (Portugal), Paris, Gallimard, 1998[8] ;
- Le Porc épique (Quem me dera ser uma onda), nouvelle de Manuel Rui (Angola), Paris, Dapper, 1999 ;
- L’Esprit des eaux (O Desejo de Kianda), roman de Pepetela (Angola), Arles, Actes Sud, 2002 ;
- La Saison des fous (Estação das Chuvas), roman de José Eduardo Agualusa (Angola), Paris, Gallimard, 2002 ;
- Nous avons tué le chien teigneux (Nós matámos o Cão Tinhoso), récit de Luís Bernardo Honwana (Mozambique), Paris, Chandeigne, 2006 ;
- La Maison vieille des rives (A Casa Velha das Margens), roman d’Arnaldo Santos (Angola), Paris, L'Harmattan, 2008 ;
- De profundis, valse lente (De profundis, valsa lenta), récit de José Cardoso Pires (Portugal), Paris, Gallimard, 2008.

#### Ouvrages collectifs
- Revue Noire  : no 7 (décembre 1992) Luís Bernardo Honwana ; no 10 (septembre 1993) Corsino Fortes ; no 15 (décembre 1994) Aida Gomes da Silva, Ungalani Ba Ka Khosa, Mia Couto, José Craveirinha, Filimone Meigos, Eduardo White ;
- Serpent à Plumes no 25 (automne 1994) traduction de textes de Mia Couto, Luís Bernardo Honwana, Henrique Teixeira de Sousa et Arnaldo Santos. Starck - Le Serpent à plumes no 3 (1998) : traduction d'un texte de Mia Couto ;
- Poésie d’Afrique au sud du Sahara (1945-1995), anthologie composée par Bernard Magnier, Actes Sud/UNESCO, 1995. Traduction de poèmes de Heliodoro Baptista, Arlindo Barbeitos, Rui Duarte de Carvalho, Corsino Fortes, Ovídio Martins, Hélder Proença, Jofre Rocha, Paula Tavares, Francisco José Tenreiro ;
- Récits et nouvelles des îles du Cap-Vert – Claridade, Manuel Lopes, Baltasar Lopes, António Aurélio Gonçalves, Henrique Teixeira de Sousa, Chandeigne, 1996[9] ;
- Contes traditionnels du Mozambique, révision des traductions, Chandeigne, 1999 ;
- Nouvelles du Portugal, Métailié, 2000 : traduction d’une nouvelle d’Albertino Bragança ;
- Babel Heureuse, Paris, L’Esprit des Péninsules, 2002, traduction de Chronique d’une ville métisse de Pepetela.

### Dictionnaire
- Dicionário de particularidades lexicais e morfossintácticas da expressão literária em português – Moçambique (travail achevé par Maria Helena de Araújo Carreira et Maria José Laban), Paris, Éditions Chandeigne, 2018, 2 vol., 1532 p.

### Entretiens
- Angola – encontro com escritores, Porto, Fundação Eng. António de Almeida, 2 vol., 1991, 926 p. + 42 p.
- Cabo Verde – encontro com escritores, Porto, Fundação Eng. António de Almeida,2 vol., 1992, 784 p.
- Mário Pinto de Andrade – Uma entrevista, Lisbonne, João Sá da Costa, 1997, 208 p.
- Moçambique – encontro com escritores, 3 vol., Porto, Fundação Eng. António de Almeida, 1998, 1286 p.
- São Tomé e Príncipe – encontro com escritores, Porto, Fundação Eng. António de Almeida, 2002, 465 p.

### Ouvrages en collaboration
- Liandino – José Luandino Vieira e a sua obra (Estudos, testemunhos, entrevistas), Laban, Michel ; Ervedosa, Carlos ; Ferreira, Manuel ; Martinho Fernando H. B. et al., Lisbonne, Edições 70, 1980.
- Coordination avec Bernard Magnier de trois numéros de la revue Notre Librairie :
  - no 112 (janvier 1993), Littératures du Cap-Vert, de Guinée Bissao, de São Tomé et Principe ;
  - no 113 (avril-juin 1993), Littérature du Mozambique ;
  - no 115 (octobre-décembre 1993), Littérature d’Angola.
- Novo Dicionário da Língua Portuguesa d'Aurélio Buarque de Holanda Ferreira (troisième édition) Rio de Janeiro, Nova Fronteira, 1999 : 600 entrées caractérisant le portugais d’Afrique.
- Viriato da Cruz : Cartas de Pequim, Coordination, Luanda, Chá de Caxinde, 2004.

Il a également collaboré à l’Encyclopædia Universalis et rédigé de nombreux articles académiques.

### Film documentaire
- José Craveirinha, poeta de Moçambique. Deux films en collaboration avec Fátima Mendonça (28 min. en 1997 et 52 min. en 2001), Mission de Coopération Française au Mozambique, Université de Poitiers et Université Eduardo Mondlane de Maputo (accompagnés d’une brochure élaborée par Fátima Mendonça et Annick Moreau).

### Ouvrages
- África-Brasil, caminhos da língua portuguesa, Charlotte Galves, Helder Garmes, Fernando Rosa Ribeiro (ed.), Campinas, Editora da UNICAMP, 2009 ;
- Littératures africaines de langue portugaise, revue Plural Pluriel no 6, printemps-été 2010 ;
- Reencontros com as Literaturas de Língua Portuguesa, Claúdio Fortuna, ed. Kiron, Brasília, 2010 ;
- Mozambique : littératures et sociétés contemporaines, Geneviève Vilnet (dir.), Paris, éd. Indigo, 2013, 193 p. ;
- Littératures africaines d’expression portugaise. Michel Laban, orpailleur d’ombres, Agnès Levécot et Ilda Mendes dos Santos (dir.), Cahiers du CREPAL no 21, Presses Sorbonne Nouvelle, Paris, 2021.

### Articles de presse
- Michel Laban morreu, sur Krioulidadi (Cap-Vert), 28 novembre 2008, p. 3.
- Jornal de Letras, Artes e Ideias, (Portugal), Amigos homenageados, 25 décembre 2009, no 1002, p. 9.
- Jornal de Letras, Artes e Ideias, 31 décembre 2009, p. 7 et 8.